# Cofradía de Mareantes de Santa Catalina en San Sebastián
La Cofradía de Mareantes de Santa Catalina en San Sebastián (España) fue una institución que agrupaba y defendía los intereses de  marineros, capitanes, pilotos y comerciantes donostiarras.
Surgió en las décadas finales del siglo XII y perduró hasta 1682 que tuvo continuidad en El Consulado de San Sebastián.

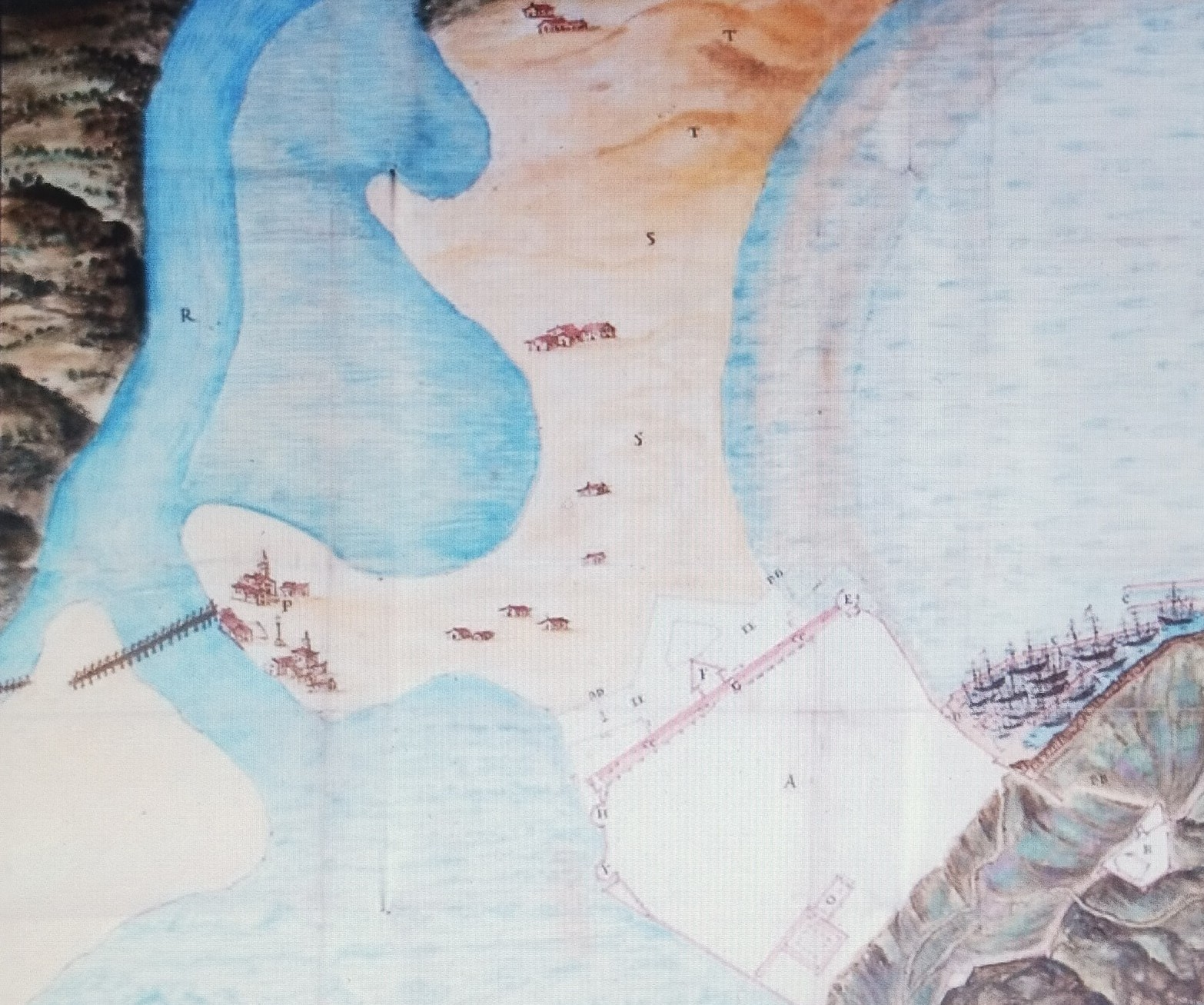
Barrio de Santa Catalina en San Sebastián con su iglesia templaria. 1636.

Su fundación fue  en torno al primer puerto de la ciudad, hoy desaparecido, de Santa Catalina, sobre el río Urumea.
Como era frecuente en el periodo medieval,  la Cofradía fue acogida bajo el patrocinio de una santa, dado el carácter mitad religioso, mitad profesional que tenía la institución.
Está documentado que desde 1479 las reuniones,  asambleas y  elecciones de la Cofradía se realizaban en la iglesia Templaria de Santa Catalina (demolida en 1719)   que estaba situada  en el mismo puerto fluvial  extramuros del Urumea.

## Descripción histórica
San Sebastián fue fundada hacia 1180 por el rey navarro Sancho el Sabio para ser puerto marítimo de Navarra.
En el siglo XII, avalados por la fundación de San Sebastián,  un grupo de armadores de Bayona con conocimientos superiores de técnicas mercantil-marítimas junto con comerciantes donostiarras comenzaron su actividad creando un puerto fluvial en el Urumea.
En los siglos XII y XIII el puerto fluvial de Santa Catalina, en el Urumea, era el preferido para su tráfico por los comerciantes y marineros donostiarras, con preferencia sobre los de  Urgull y  Pasajes.
En el siglo XII, el Fuero de San Sebastián fue del primer Fuero en España con un código marítimo en materia comercial y mercantil. 
Por otro lado, La Hermandad de las Marismas fue una federación creada en 1296 que coincidió en el tiempo con la Cofradía de Mareantes.
Varios puertos cántabros y vascos fundaron la Hermandad de las Marismas para defender intereses comunes.  La formaron Santander, Laredo, Castro-Urdiales, Bermeo, Guetaria, San Sebastián, Fuenterrabía y Vitoria. En 1297 se les unió San Vicente de la Barquera, 
Llegaron  á celebrar tratados con el Rey de Francia Felipe el Hermoso para auxiliarle contra Inglaterra, como también tratados de paz con el Rey de esta nación, en 1351 después de la batalla naval de Winchelsea.
En su aspecto comercial entablaron relación con el Hansa Teutonica que tenía una representación comercial en San Sebastián denominados los Esterlines.
La Hermandad llegó a poseer en Brujas un Consulado propio, separado del de Castilla, ocurriendo este hecho a mediados del siglo XV. El Consulado funcionó de un modo autónomo hasta que el descubrimiento de las Indias hizo que fuese perdiendo importancia esta plaza flamenca,

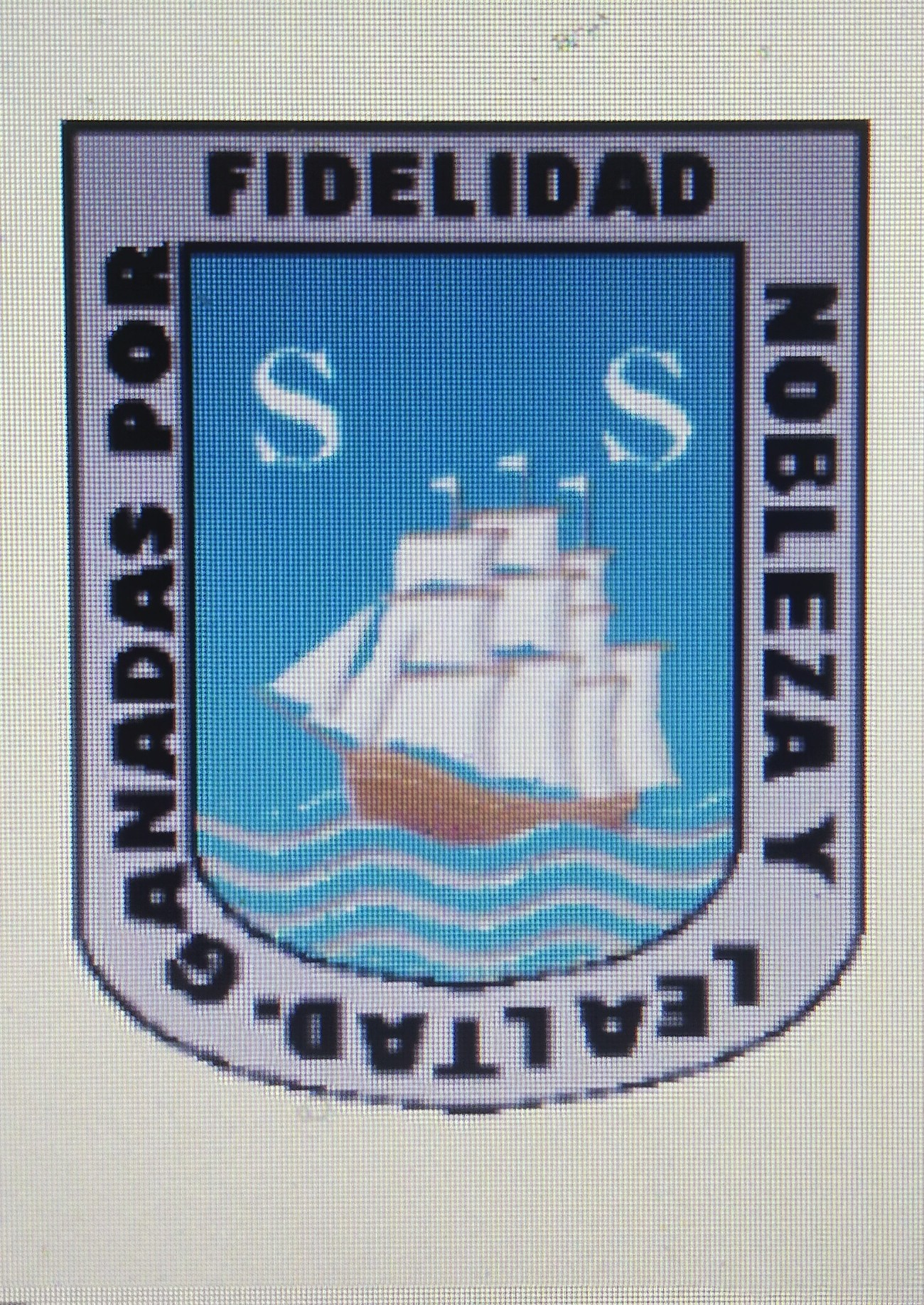
Blasón de la ciudad de San Sebastián

La última actividad de la Hermandad fue en 1481 en que armó naves contra el Turco.
Con el tiempo los barcos fueron adquiriendo mayores dimensiones y requerían muelles de mayor calado para atracar.
La Cofradía  se fijó en las mejores condiciones que ofrecía  el refugio bajo el monte  Urgull para naves de gran tonelaje. 
En 1463 se reguló las actividades que venía desarrollando  La Cofradía por el rey Enrique IV de Castilla y con los beneficios que obtenía financiaron el desarrollo del nuevo puerto a los pies del monte Urgull.
El antiguo puerto del Urumea fue perdiendo importancia frente a la Concha, quedando únicamente las operaciones de trasvase del mineral  río arriba, hasta las ferrerías en torno al Urumea.
Al desplazarse el centro de gravedad del tráfico marítimo de San Sebastián, la Cofradía de Mareantes trasladó en 1642   su sede a la iglesia más cercana   que era la de Santa María, pero manteniendo la advocación a Santa Catalina.
Según la ordenanza de 1642 la Cofradía agrupaba a capitanes, prácticos, propietarios de barcos y barcazas, capitanes de chalupas y marineros, armadores de barcos y barcazas, cargadores de hacienda para cualquier parte y a los que armasen en corso.
Estaba presidida por un Alcalde que "ejercía el Fuero en el Muelle, de todo lo que a esté era peculiar". Su influencia en la ciudad trascendía en muchas ocasiones de sus funciones.
En 1682 la Cofradía de Mareantes se transformó en la Casa de Contratación y Consulado de San Sebastián que siguió con sus actividades hasta mediados del siglo XIX.